# Château Succa
Le château Succa est un château située dans la commune belge de Destelbergen.

## Histoire
Le domaine est anciennement appelé "Goet Ter Saelen". Les plus anciens documents historiques du château remontent au XVIe siècle. Il est très probable que ce site avec un fossé ait été construit depuis la fin du Moyen Âge. Le château prend le nom de ses propriétaires, les Succa, une famille noble piémontaise. Willem de Succa, officier, épouse Jeanne de Voorde de Destelbergen et a probablement fait construire le château représenté par Sanderus dans la seconde moitié du XVIe siècle. La famille de Succa possédait le château "Ter Saelen" avec la seigneurie, qui était un fief de l'abbaye Saint-Pierre de Gand.

## Le château

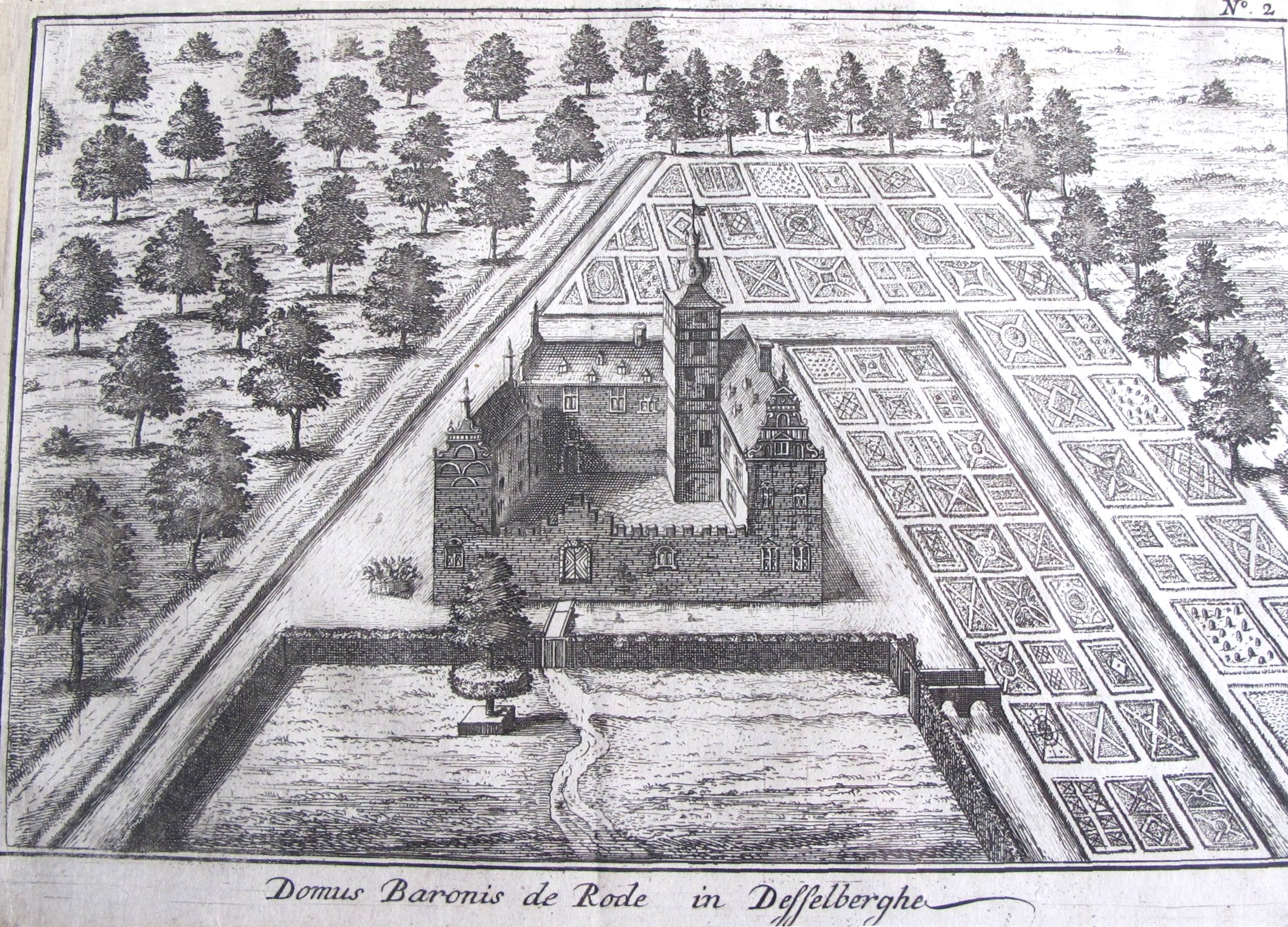
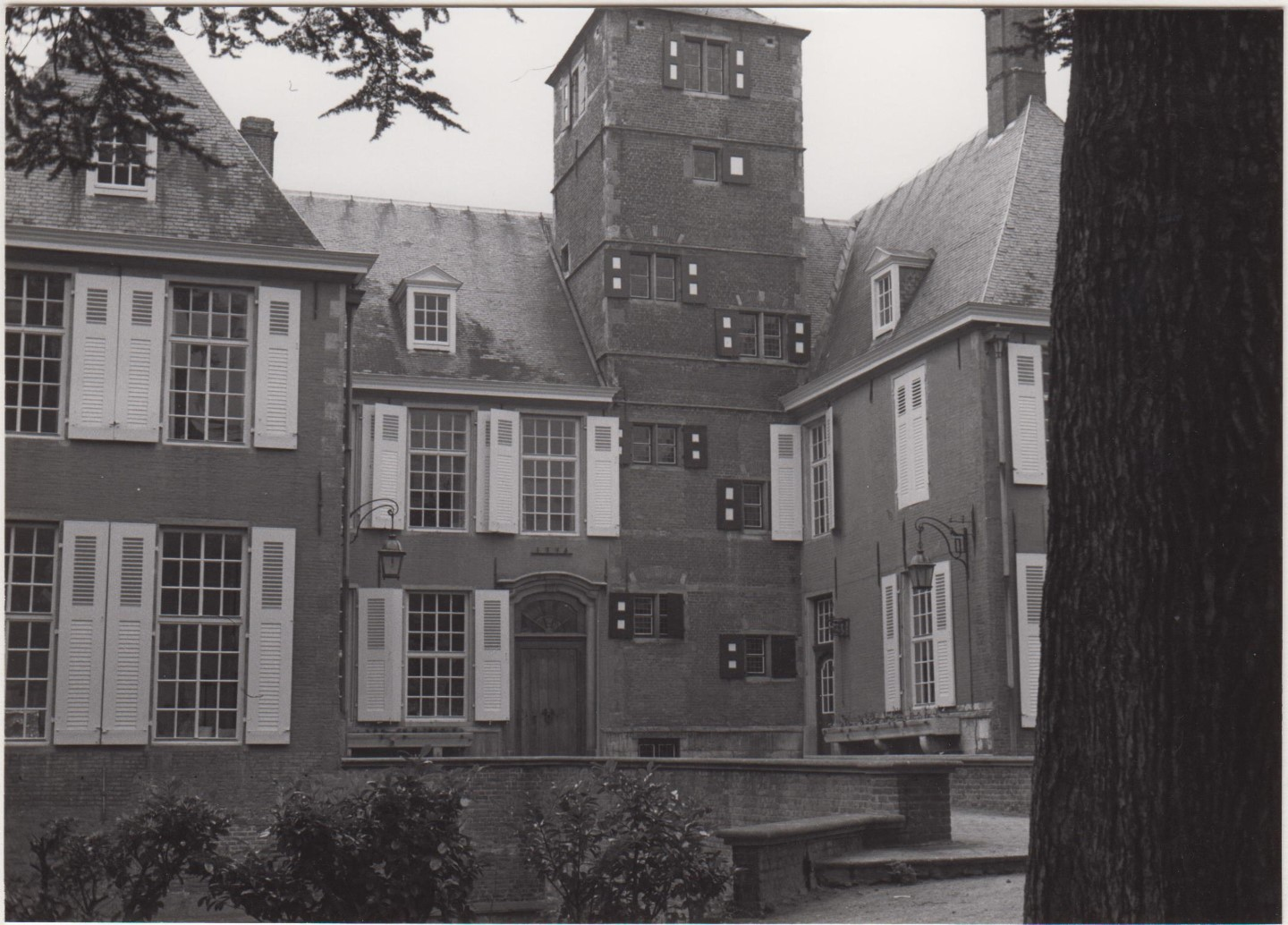
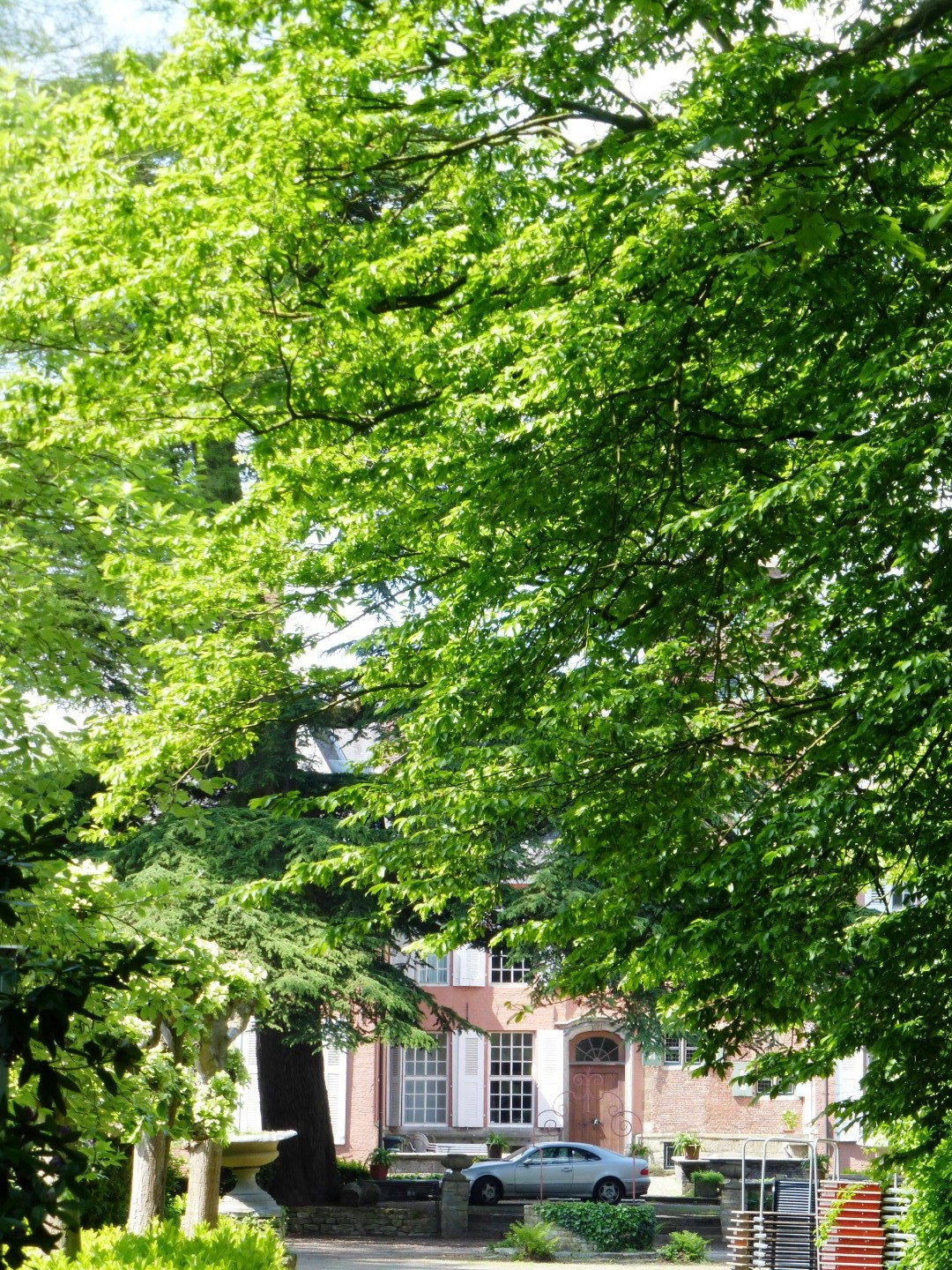